# Dimitar Yanakiev
Dimitar Yanakiev (en búlgaro: Димитър Янакиев, 26 de mayo de 1950) es un deportista búlgaro que compitió en remo. Es padre del también remero Ivo Yanakiev.
Ganó una medalla de oro en el Campeonato Mundial de Remo de 1977, en la prueba de dos con timonel.

## Palmarés internacional
| Campeonato Mundial | Campeonato Mundial       | Campeonato Mundial | Campeonato Mundial |
| Año                | Lugar                    | Medalla            | Prueba             |
| ------------------ | ------------------------ | ------------------ | ------------------ |
| 1977               | Ámsterdam (Países Bajos) | Medalla de oro     | Dos con timonel    |